# Paulhac-en-Margeride
Paulhac-en-Margeride är en kommun i departementet Lozère i regionen Occitanien i södra Frankrike. Kommunen ligger i kantonen Le Malzieu-Ville som tillhör arrondissementet Mende. År 2022 hade Paulhac-en-Margeride 92 invånare.

## Befolkningsutveckling
Antalet invånare i kommunen Paulhac-en-Margeride
| Referens: INSEE |